# آنا ماريا مارتينيز
آنا ماريا مارتينيز (بالإنجليزية: Ana María Martínez)‏ هي مغنية أوبرا ومغنية أمريكية، ولدت في 1971 في سان خوان في بورتوريكو.

## وصلات خارجية
- آنا ماريا مارتينيز على موقع IMDb (الإنجليزية)
- آنا ماريا مارتينيز على موقع ميوزك برينز (الإنجليزية)
- آنا ماريا مارتينيز على موقع أول ميوزيك (الإنجليزية)
- آنا ماريا مارتينيز على موقع ديسكوغز (الإنجليزية)